# 국가원수 의전차
국가원수 의전차(國家元首儀典車, 영어: Official state car/Presidential state car)는 자국의 국가원수를 비롯한 정부 요인이나, 자국을 방문한 외국 귀빈을 의전하기 위해 정부에서 사용하는 자동차이다. 국빈 방문 시에 의전차는 국가원수의 도착과 맞추어 준비된다. 의전차가 되기 위한 조건으로는 공무를 수행하기에 충분한 안전과 성능, 위엄 등이 있다. 리무진(대형 세단 포함), 고급 세단(Executive car, 혹은 준대형 세단) 혹은 SUV가 주로 선택되는 차종이다.
승객이 처하는 안전 상의 위험이 크기 때문에 의전차들은 종종 엄중한 보호를 받는다. 의전차들은 자동차 메이커나 애프터마켓 전문 업체에 의해 방탄 처리되기도 하며, 요인이 탑승할 경우 경찰 혹은 군인으로 구성된 차량 행렬에 둘러싸여 보호를 받는 것이 일반적이다. 운전사 역시 경찰이나 군 출신의 인원으로 이루어지기도 한다. 예를 들어 미국 대통령의 의전차는 숙련된 시크릿 서비스 (SS) 요원이 운전하며, 영국 총리의 의전차는 특별 훈련을 받은 SAS 대원이 운전한다.
독자적인 자동차 메이커를 갖고 있는 국가에서 정부는 보통 의전차를 자국 메이커 중 한 곳에서 선택하거나, 혹은 여러 자국 메이커에서 각각 한 종류 씩을 선택하여 제공받는다. 이러한 경우 자동차 메이커들은 자신이 국가원수 의전차를 제공하도록 선택되는 것을 영광으로 간주한다. 또한 자국 메이커의 자동차를 선택하는 것은 정부가 자국 (자동차) 산업에 대한 자신감을 표현하는 것으로 보여지기도 한다. 가령 대한민국 대통령은 제네시스를 이용하며, 미국 대통령은 캐딜락, 영국 왕실은 벤틀리, 이탈리아 총리는 마세라티, 일본 황실은 토요타를 각각 이용한다. 프랑스 대통령은 르노와 시트로엥, 푸조에서 제작한 고급차 중에서 선택할 수 있으며, 독일의 모든 주요 자동차 메이커들은 각각 자신들의 차종을 독일 연방수상을 포함한 주요 정부 요인들이 사용하도록 의전차로 제공하고 있다.
독자적인 자동차 메이커가 없는 국가들은 의전차를 자국과 정치, 경제, 외교적으로 강하게 연계된 국가에서 구입하기도 한다. 캐나다는 미국과 미국 자동차 메이커과의 역사적으로 강한 연계를 반영하여, 자국의 의전차로 미국 빅3(GM, 크라이슬러, 포드)의 차종만을 독점적으로 사용하고 있으며, 이들 중 다수는 캐나다 공장에서 제작한 것이다. 캐나다 정부는 2008년 경기 침체에 따른 GM과 크라이슬러의 재건 과정에서 이들의 지분을 매입하여 소유하고 있다.
다른 나라와의 연계와는 별개로, 가장 보편적으로 사용되는 메르세데스-벤츠 S클래스나 BMW 7 시리즈 등을 의전차로 사용하는 국가도 많다. 이 경우에는 독자적인 자동차 메이커가 없는 경우와, 독자적 자동차 메이커가 존재하지만 그 중에서 의전차로 충분한 성능을 가진 차종이 없다고 판단되는 경우가 포함된다.

## 그레나다
그레나다의 총독은 흰색 BMW 750Li를 타며, 여왕을 상징하는 왕관 모양의 번호판을 단다. 반면에 그레나다의 총리는 검은 BMW 750Li에 타며, 그레나다의 국장 모양의 번호판과 국기를 단다. 의전차는 경찰의 오토바이 경호대와 검은 미쓰비시 파제로 2대의 호위를 받는다.

## 니카라과
니카라과의 대통령은 메르세데스 벤츠 G클래스를 사용한다. 과거에 소모사 가문은 43년의 통치 기간 동안 여러 고급 차량을 사용하였다. 메르세데스-벤츠 300 (Mercedes-Benz Type 300) 이 공식 행사에 사용되었고, 그 외에 메르세데스-벤츠와 캐딜락 리무진도 사용되었다.

## 대한민국

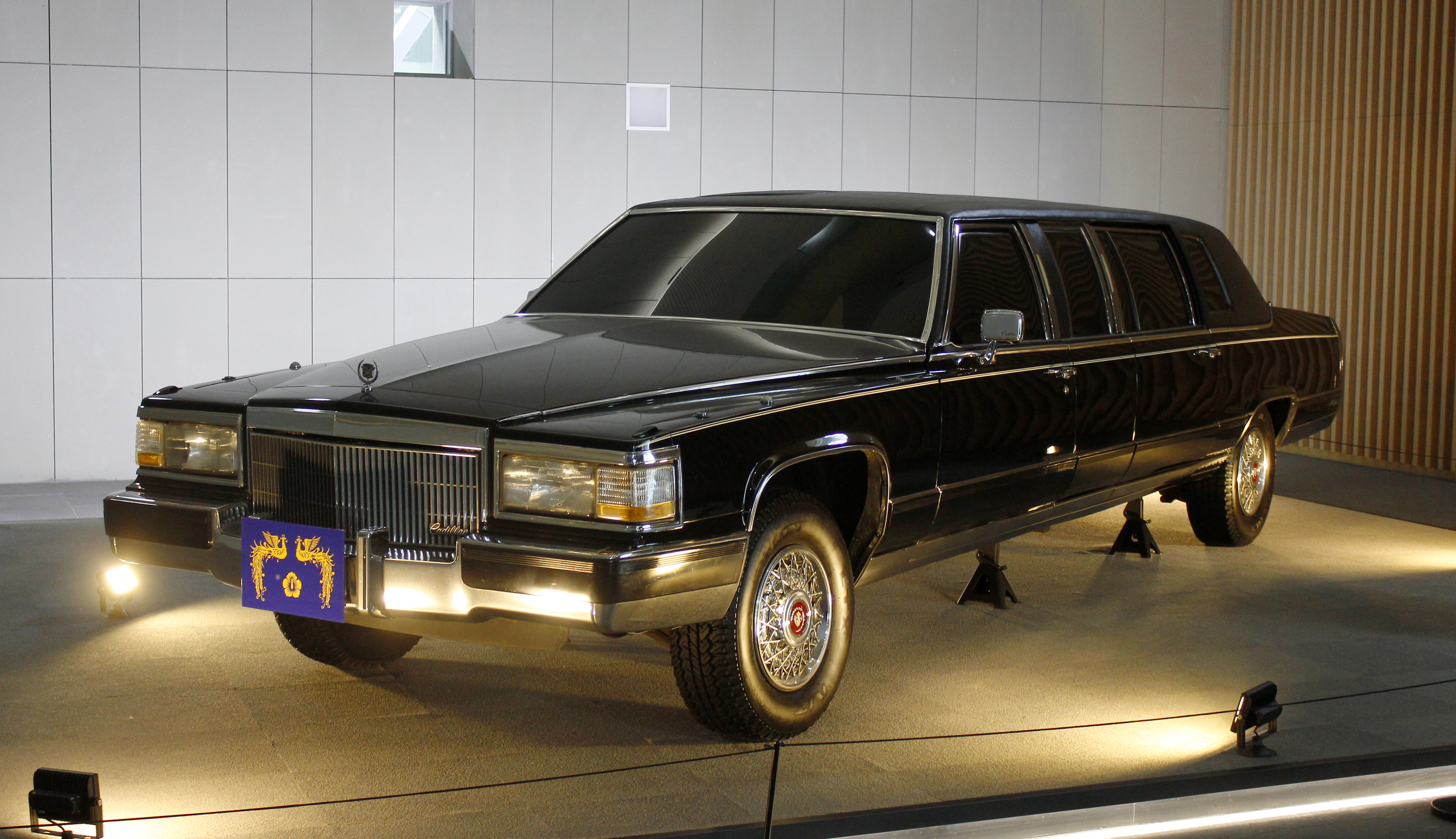
1992년 도입된 캐딜락 의전차

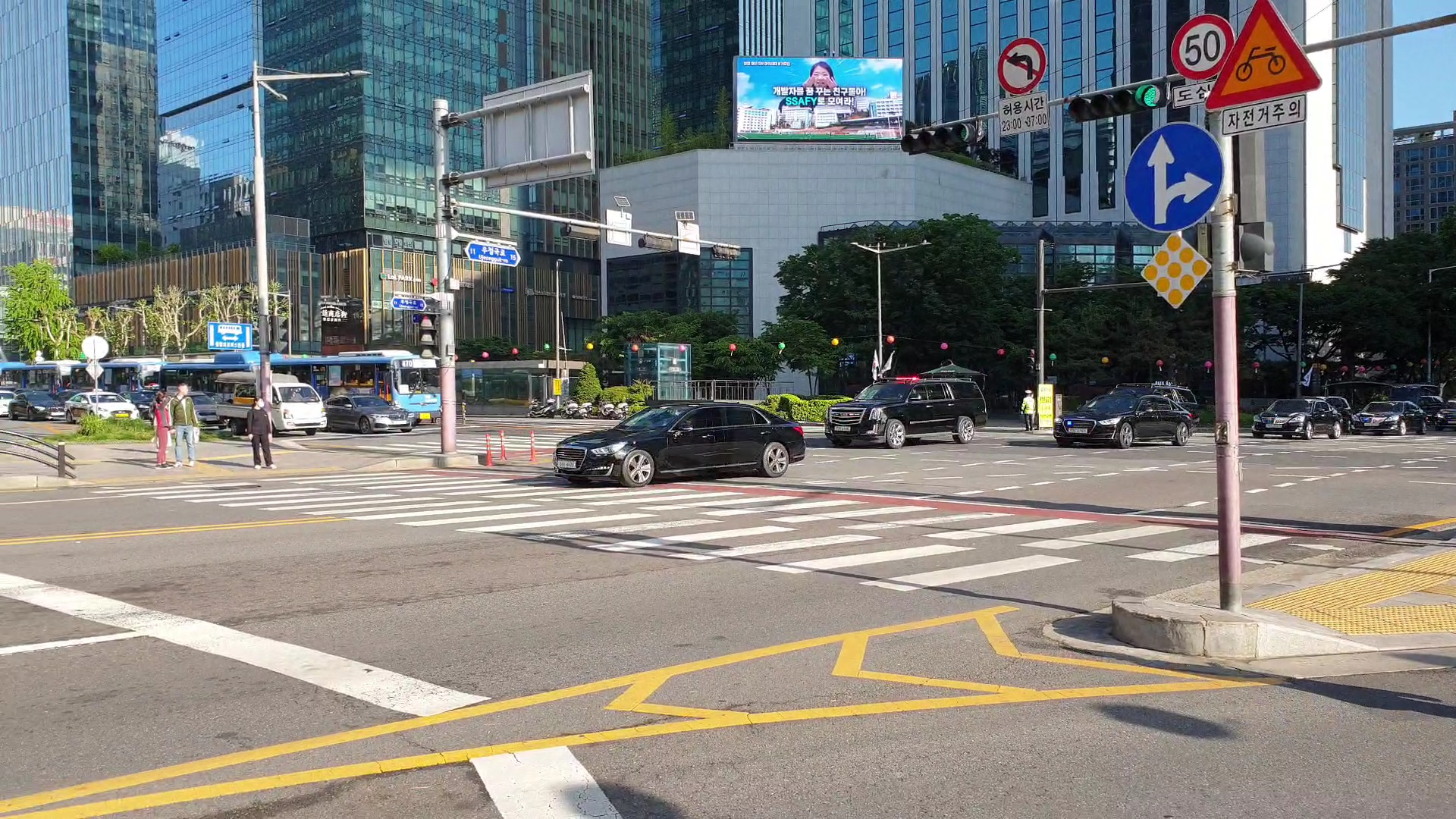
방탄 제네시스 EQ900L 의전차

대한민국의 대통령은 벤츠 S600 풀만가드와 제네시스 EQ900, 현대 넥쏘를 사용한다. 그 전에는 2005년에 구입한 방탄 처리된 BMW 7 시리즈와, 2002년에 구입한 메르세데스-벤츠 S클래스 (W220) 가 사용되었다. 메르세데스-벤츠 S클래스 (W220)는 노무현 전 대통령이 2007년 평양에서 열린 남북 정상 회담에 사용하기도 하였다. 대통령의 차량 행렬은 선두의 경찰 사이카와 경찰차량들을 시작으로, 경호처 소속의 캐딜락 에스컬레이드, 쉐보레 서버번과 포드 익스커젼, 그리고 대통령이 탄 차량과 똑같이 생긴 차량 여러 대가 대통령이 탑승한 차량을 호위한다.

## 구독일 민주 공화국(동독)
구 동독에서는 트라반트와 바르트부르그를 생산했지만, 모두 국가 의전차로는 부적절하다고 판단되었다. 동독의 지도자들은 소련제 자동차와 스웨덴제 볼보를 사용하였고, 독일 통일사회당 서기장이었던 에리히 호네커는 가운데를 늘린 (스트레치드) 시트로엥 CX와 볼보 700 모델 여러 대를 사용하였다.

## 라트비아
라트비아의 대통령은 메르세데스-벤츠 S500을 타며, 라트비아의 국장을 번호판 대신 달고 차 앞부분에 국기를 단다.
대부분의 라트비아 국회의원들은 볼보 900 시리즈나 아우디 A6, 메르세데스-벤츠 E 클래스를 타지만, 볼보 S80, 볼보 S70 등의 다른 고급차들도 사용되고 있다.

## 러시아
러시아의 대통령은 방탄 처리된 메르세데스-벤츠 S클래스 스트레치드 리무진을 주로 탄다. 처음으로 사용된 차종인 W140 계열 변형은 보리스 옐친 전 대통령에 의해 구입되었고 최근 들어 W221 계열로 대체되고 있다. 대통령의 차량 행렬은 일반적으로 경찰의 오토바이 경호대와 더불어 메르세데스-벤츠 G 클래스, E클래스, 표준형 S클래스, BMW 5 시리즈, 폭스바겐 캐러벨 (Volkswagen Caravelle) 등으로 이루어진 지원 차량의 호위를 받는다. 러시아의 장군과 군관들은 볼가 (Volga) 세단을 타며, 이들 볼가 세단들에는 더 좋은 다른 차량의 엔진이 사용되고 기타 기술적 개량이 이루어졌다.
소비에트 연방 시절 공산당 중앙위원회 서기장은 항상 소련제 질 (ZIL) 리무진 (ZIL-41047) 을 탔고, 차이카 (Chaika) 세단 2대의 호위를 받았다. 질 리무진 2대는 여전히 크렘린 차고에서 관리되고 있으며, 승전기념일에 열리는 열병식에 종종 모습을 보이고 있다.

## 루마니아
루마니아의 대통령은 메르세데스-벤츠 S클래스에 타며, 검은 BMW 5 시리즈 (E60)으로 이루어진 차량 행렬이 호위한다. 대통령은 종종 개인 소유의 SUV 다치아 더스터(Dacia Duster)를 타기도 한다.

## 멕시코
멕시코의 대통령과 영부인은 대통령 경호실(Estado Mayor Presidencial)에서 관리하는 15대에서 30대의 쉐보레 서버번을 사용할 수 있다.

## 몽골
몽골의 대통령은 0001과 0002 번호판이 달린 메르세데스-벤츠 S클래스를 일반 도로에서 사용하며, 오프로드 차량으로는 토요타 랜드크루저를 사용한다.

## 바베이도스
바베이도스의 총리의 공식 의전차는 'MP2' 번호판이 달린 2009년형 메르세데스-벤츠 S클래스로, 공식 행사에 사용된다.

## 바하마
바하마의 총리는 'PM'(Prime Minister) 번호판이 달린 검은 메르세데스-벤츠 S500을 사용하며, 2012년형 포드 익스플로러 1대와 경찰의 오토바이 경호대가 주로 호위한다.

## 볼리비아
볼리비아의 대통령은 BMW 7 시리즈와 토요타 랜드크루저를 타며, 쉐보레 서버번을 타기도 한다. 대통령의 의전차는 10대의 토요타 세콰이어가 호위한다.

## 부탄
부탄의 이전 국왕인 지미 싱게 왕축은 국내에서 이동할 때 토요타 랜드크루저를 사용하였고, 지금의 국왕인 지그메 케사르 남기엘 왕축은 레인지로버를 사용한다.

## 세르비아
세르비아의 대통령은 B7급 방탄 능력을 가진 메르세데스-벤츠 S600를 사용하며, 세르비아의 총리는 방탄 처리된 아우디 A5를 사용한다.

## 싱가포르
싱가포르의 대통령은 2010년형 메르세데스-벤츠 S350L과 2001년형 렉서스 LS430 중 하나를 선택하여 사용한다. 이 두 차량은 이전에 사용된 모든 국가원수 의전차와 마찬가지로 모두 흰색이다. 국경일 퍼레이드 (National Day Parade) 와 같은 공식 행사에 사용될 때에는 대통령의 문장을 번호판 대신 달며, 평상시에는 'SEP1' 번호판을 단다.
싱가포르의 총리는 보통 흰색의 표준형 메르세데스-벤츠 S280을 타며, 일반 번호판을 사용한다. 싱가포르 총리실은 국가 행사와 외국 귀빈의 방문에 대비하여 4대의 흰색 벤츠를 유지하고 있다.
정치적 피임명자 중에서는 대통령과 총리, 국회의장에게만 관용차가 제공되며, 내각의 다른 모든 구성원들은 개인 차량을 사용한다.

## 아르헨티나
아르헨티나의 대통령은 방탄 처리되고 일반 번호판이 달린 아우디 A8을 사용한다.

## 아이슬란드
아이슬란드의 대통령 올라푸르 라그나르 그림손은 운전사가 딸리고 '1' 번호판을 단 렉서스 LS600hL을 타며, 특별 행사 시에는 1942년형 패커드(Packard)도 사용한다.

## 아제르바이잔
아제르바이잔의 대통령 일함 알리예프는 방탄 처리된 마이바흐 62를 사용한다. 방탄 처리된, 맞춤형 메르세데스-벤츠 W221 S600 가드 풀먼도 종종 사용된다.

## 에스토니아
에스토니아의 대통령은 방탄 처리된 아우디 A8 4.2 TDI 콰트로를 사용하며, 에스토니아의 국장을 번호판 대신 단다. 대통령의 의전차는 아우디 Q7이 호위한다. 에스토니아의 총리는 2011년에 등록된 아우디 A8을 사용한다.

## 오스트리아
오스트리아의 정부 요인들은 메르세데스-벤츠 S클래스, 아우디 A8, BMW 7 시리즈를 사용한다.

## 우크라이나
우크라이나의 대통령은 방탄 처리된 메르세데스-벤츠 S클래스와 방탄 처리된 2011년형 폭스바겐 페이톤 V12 롱 휠베이스 모델을 사용하며, 대통령의 차량 행렬에는 센티곤(Centigon)에서 방탄 처리된 폭스바겐 투아렉을 이용한다.

## 이스라엘
이스라엘의 총리는 토요타 랜드크루저와 렉서스 CT200h, 볼보 S80, 아우디 A8을 사용하며, 이스라엘의 대통령은 아우디 A8과 볼보 스트레치드 리무진을 사용한다.

## 이집트
이집트의 전 대통령 호스니 무바라크는 2011년 2월 퇴임하기 전까지 검은색의 방탄 처리된 메르세데스-벤츠 S클래스를 사용하였다. 그 이전에 사용하던 구형 S클래스 의전차는 1995년 에티오피아에서 발생한 암살 미수 사건에서 무바라크 전 대통령의 목숨을 구해 주기도 하였다.

## 일본
일본 일왕 (덴노) 과 왕후의 의전차는 2006년에 제작된 토요타 센츄리 로열이다. 토요타에서 맞춤 제작한 이 차량은 길이 약 6미터, 넓이 약 2미터이다.

## 중화민국
중화민국의 총통은 미국과의 밀접한 관계를 반영하여 역사적으로 캐딜락 세단을 이용해 왔다. 장제스가 탄 두 대의 방탄 캐딜락은 타이베이의 중정기념당에 전시되어 있다. 그러나 천수이볜은 이전까지 사용되던 캐딜락 드빌의 사용을 중지하고, 첫 번째 임기에 링컨을, 두 번째 임기에 BMW 7 시리즈를 각각 사용하였다. 현재의 마잉주는 2008년과 2012년에 구입한 BMW 740i를 이용한다.

## 중화인민공화국
중화인민공화국의 역대 지도자들은 약 7미터 길이의 훙치(紅旗)를 사용해 왔다. 2009년 중화인민공화국 국경절에 있었던 열병식에서 후진타오는 훙치 HQE 리무진을 사용하였고, BMW 5 시리즈 경찰 차량의 호위를 받았다.

## 코스타리카
코스타리카의 대통령 라우라 친치야는 현대 에쿠스 리무진 VL500을 국가원수 의전차로 사용한다. 코스타리카의 외교부 장관은 현재 기아 오피러스를 사용한다.

## 쿠웨이트
쿠웨이트의 통치자 (에미르)는 메르세데스-벤츠 S클래스나 BMW 7 시리즈를 일상에 사용한다. 에미르의 차량 행렬은 쉐보레 서버번과 경찰 차량들의 호위를 받는 3대의 똑같이 생긴 차량(S클래스 혹은 7시리즈)으로 이루어져 있다. 국가적 행사에는 롤스로이스가 사용된다.

## 크로아티아
크로아티아의 대통령은 방탄 처리된 메르세데스-벤츠 S600를 사용하며, 크로아티아의 총리는 방탄 처리된 BMW 7 시리즈를 사용한다.

## 터키
터키의 주요 고위 정치인들은 메르세데스-벤츠 차량을 사용한다. 터키의 대통령과 총리는 메르세데스-벤츠 S클래스를 사용한다. 북키프로스의 대통령은 번호판 대신 금색 문장이 달린 붉은색 BMW 750Li를 사용한다.

## 포르투갈
포르투갈의 대통령은 방탄 처리된 메르세데스-벤츠 S600이나 BMW E67 760Li를 주로 탄다. 포르투갈의 총리는 메르세데스-벤츠 S350 BlueTEC AT Lg.를 탄다.

## 폴란드
폴란드의 대통령은 방탄 처리된 BMW E67 760Li를 사용한다.

## 핀란드
핀란드의 대통령은 방탄 처리된 메르세데스-벤츠 S600L를 타며, 핀란드의 국장을 번호판 대신 사용한다. 국회의장도 대통령과 유사한 차량을 사용하며, 총리의 공식 의전차는 회색의 방탄 처리된 메르세데스-벤츠 S450 CDI이다.
내각 구성원들의 대부분은 아우디 A6을 사용하지만, 볼보 S80과 사브 9-5도 일부 사용된다. 외교부 장관이 타는 아우디 A8은 이들 중 유일하게 방탄 처리되어 있다.

## 홍콩
홍콩특별행정구의 행정장관 렁춘잉은 렉서스 LS600hL을 타며, 번호판이 아닌 홍콩 특구 문장을 사용한다. 행정장관은 종종 1997년형 메르세데스-벤츠 S500L을 사용하기도 한다.
정무사 사장, 종심법원 수석대법관과 경무처 처장을 비롯한 주요 정부 관원들에게는 각각 폭스바겐 페이톤이 지급되어 있다. 입법회 주석은 렉서스 GS450h를 사용하며 "LC1" 번호판을 사용한다.